# Base Aérea Marco Fidel Suárez
Base Aérea Marco Fidel Suárez (OACI: SKGB) es una base militar asignada a la Fuerza Aérea Colombiana (FAC) conocida también como Escuela Militar de Aviación “Marco Fidel Suárez” (EMAVI). La base está ubicada en la ciudad de Cali, Valle del Cauca Colombia .  Lleva el nombre de Marco Fidel Suárez, presidente de Colombia entre 1918 y 1921.

## Instalaciones
El aeropuerto se encuentra a una altura de 3165 pies (965 m) sobre el nivel del mar . Tiene una pista designada 07/25 con una superficie de asfalto 6233 x 98 pies (1900 x 30 m)